# Leptosphaeria uliginosa
Leptosphaeria uliginosa är en svampart som först beskrevs av W. Phillips & Plowr., och fick sitt nu gällande namn av Pier Andrea Saccardo 1883. Leptosphaeria uliginosa ingår i släktet Leptosphaeria och familjen Leptosphaeriaceae.   Inga underarter finns listade i Catalogue of Life.